# Budkovce
Budkovce és un poble i municipi d'Eslovàquia. Es troba a la regió de Košice, a l'est del país. El 2017 tenia 1.521 habitants.

## Història
La primera referència escrita de la vila data del 1319.

## Demografia
| Godina             | 1994 | 2004   | 2014   | 2024 |
| ------------------ | ---- | ------ | ------ | ---- |
| Nombre de persones | 1552 | 1476   | 1505   | 1505 |
| Diferència         |      | −4,89% | +1,96% | +0%  |

| Godina             | 2023 | 2024   |
| ------------------ | ---- | ------ |
| Nombre de persones | 1490 | 1505   |
| Diferència         |      | +1,00% |